# Александер Георгій Олександрович
Георгій Олександрович Александер (нар.1909, Москва — пом. 1942, Сімферополь). За походженням — із зросійщених німців. Гвардії майор (1942), кавалер ордена Бойового Червоного Прапора. Загинув при обороні Севастополя.

## Біографія
Георгій Олександрович народився 6 квітня 1909 року в місті Москві, в сім'ї службовця. Освіта — 9 класів. В Червоній Армії з 1928 року. В цьому ж році вступив до, а в березні 1932 року закінчив Московську артилерійську школу і направлений на службу в 19-ту артилерійську батарею Чорноморського флоту. У жовтні 1937 року закінчив Спеціальні Курси Командного Складу (СККС), у місті Ленінграді.
У листопаді 1937 року, у званні старшого лейтенанта, був призначений командиром севастопольської артилерійської берегової батарей № 30 (ББ-30) в районі селища Любимівка (нині Нахімовський район міста Севастополя).

## Командир ББ-30

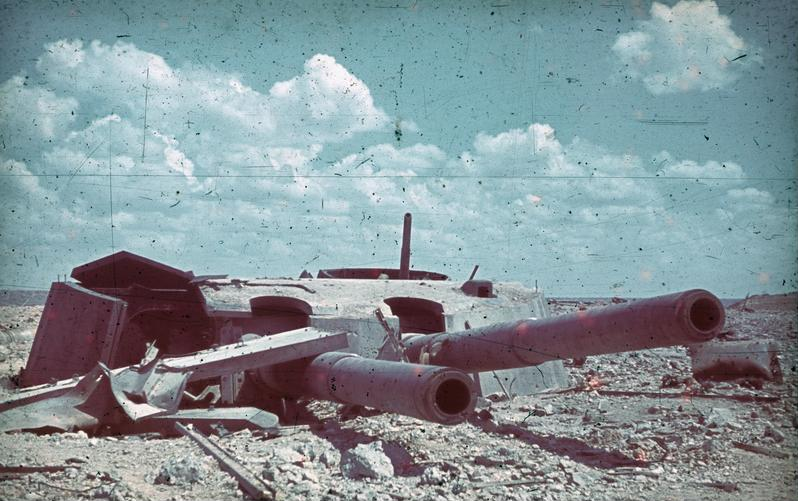
Друга (північна) башта ББ-30 пошкоджена вогнем німецької артилерії

Батарея являла собою довгострокову оборонну споруду з підземним бункером і двома артилерійськими баштами. Озброєння становили морські гармати калібру 305 мм (12-ти дюймові) довжиною у 52 калібри, виробництва Обухівського сталеливарного заводу (ОСЗ). Батарея займала важливе місце в оборонній системі Севастополя.
Саме бойовими якостями форту командувач німецькою армією, яка штурмувала Севастополь, Еріх фон Манштейн виправдовувався перед Гітлером за невдачі при штурмі Севастополя[джерело?], і через що німецьке командування вирішило використати для штурму важку і надважку артилерію, калібру 305, 350, 420, 600 і 800 мм. Тому для штурму міста були залучені значні сили важкої артилерії, у тому числі надважкі облогові гармати: стаціонарну гаубицю Gamma Mörser/(420 мм) і дві самохідні мортири «Карл» («Тор» і «Одін»)/(Mörser Karl) (600 мм), а також було, вперше в історії, використано надважку 800 мм гармату «Дора». Гармата вступила в дію на початку червня і випустила, в цілому, близько п'ятдесяти 7-тонних снарядів, у тому числі і по батареї ББ-30.

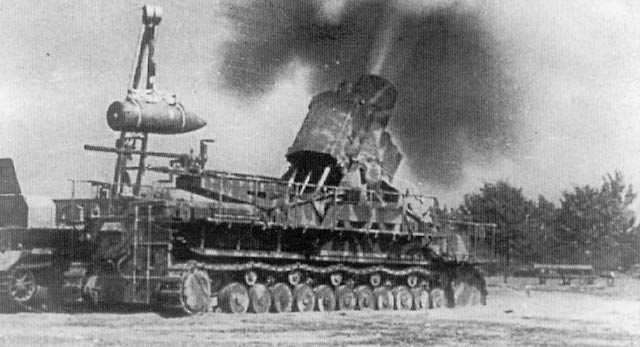
Самохідна мортира «Карл» яка зруйнувала форт ББ-30

Крім цього, Севастополь піддавався масованим ударам з повітря: в ході червневого наступу на місто і його околиці було скинуто близько 2,5 тис. тонн фугасних бомб.
26 червня війська противника прорвалися всередину батареї і взяли у полон артилеристів, які залишилися в живих. Командир батареї Александер з кількома матросами вирвався із бетонного блоку через водостік до річки Бельбек. Група спробувала прорватися до партизанів, однак наступного дня, в районі села Дуванкой (нині Верхньосадове) була виявлена і полонена противником. Александера відправили у в'язницю в місто Сімферополь, де згодом він був розстріляний.

## Пам'ять
Увічнений в Севастополі (на Північній стороні Севастополя є вулиця імені Георгія Александера), район селища Любимівка, братська могила 30-ї батареї.
У 2010 р. історія Г. А. Александера була відтворена в художньо-документальному фільмі «Севастополь» з 13-серійного циклу «Міста-Герої» (Білорусь, телекомпанія «ОНТ»).

## Сім'я
Дружина Георгія Александера, Полякова Олександра Олексіївна, його донька Тетяна та син Микола жили в Москві. Діти закінчили МВТУ імені М. Баумана, обоє кандидати технічних наук, мають наукові роботи.